# شاهماران (افسانه)
شاهماران موجودی افسانه‌ای که در هیبت نیم زن و نیم مار است. این موجود ریشه در داستان‌ها و فرهنگ عامه هندوایرانی و فرهنگ کردی دارد.
این موجود در تصاویری که هم‌اکنون بازنمایی‌هایی از آن در مناطق مختلف کردستانِ ایران، ترکیه، سوریه و عراق به صورت نقاشی، مجسمه، هنر روی پارچه و گلدوزی و غیره یافت می‌شود، در هیبت نیم زن و نیم مار ترسیم شده‌است.
شاهماران، نماد زایایی، برکت و دانایی است. بعضی از مردمان کُرد بر این باورند که شاهماران سبب موفقیت و بهروزی آنان می‌گردد. بدین جهت با نقاشی‌هایی از شاهماران دیوار خانه‌هایشان را تزئین کرده و تصویری از آن را در اتاق خواب دختران برای بخت‌گشایی و نگهبانی آویزان می‌کنند. تقریباً در اکثر مناطق کُردنشین، افسانۀ شاهماران چنان یک بن مایۀ کهن فرهنگی در آثار متنوعی از هنرهای تصویری و تجسمی از نقاشی و مجسمه گرفته تا گلدوزی‌ها، حکاکی‌ها و نقش برجسته را در بر گرفته است. می توان بر اساس بعضی از اشیاء مکشوفۀ تمدن‌های پیرامون مناطق کُردنشین به این تصور رسید که در ادوار کهن‌تر، بی‌شک شاهماران در هیبت مجسمه نیز ظهور یافته است، ولی در تاریخ به دلایل عقیدتی، تهاجم فرهنگی و یا جنگ مفقود و یا نابود گشته است.
کارن رستمی پیرامون شاماران گفته است: استوره‌ی شاماران بر گرفته از طبیعت و گزارشی است از پایان دوران مادرسالاری در هازمان کُردان و بر پایه‌ی دوره‌ی کشاورزی و نقش گسترده‌ی زن و گذار به سوی آغاز شهرنشینی بنیاد شده است. استوره‌ی شاماران به نوعی دگرگونی دوران شکار و کشف کشاورزی را به تصویر کشیده و می‌توان گفت که باورهای نخستین و آغازین همزیستگاه کُردها، ساختاری بر پایه‌ی کشاورزی بوده است.شاماران، ایزدِ دانایی و نگهدارنده‌ی راز و سَرور طبیعت و خدای پیمان است. ایزدبانویی با پیکره‌ی نیمه‌انسانی و نیمه‌حیوانی با چهره‌ای زیبا در میان تبارکُرد در ایران.
این ایزدبانو عموما در اندیشه و باور مردم کُرد؛ کارساز، خردمند، چیره بر کارهای جهان و پدیده‌های طبیعی است. و با یاری گرفتن از نیروی شاماران، در پی چاره جویی وضعیت خود و جامعه هستند.

## ریشه نام
نام شاهماران از واژه‌های کردی، شاه و ماران گرفته شده‌است. از این رو، نام شاهماران در لغت به معنای «پادشاه مارها» است.

## توصیف
شاهماران موجودی افسانه‌ای نیم زن و نیم مار است که به صورت موجودی دو سر با تاجی در هر سر، دارای سر زن انسان در یک سر و سر مار در سمت دیگر به تصویر کشیده شده‌ است.  قسمت انسان نیز با یک گردنبند بزرگ تزئین شده‌ است.

## اسطوره‌شناسی
شاهماران در داستان‌های ادبیات خاورمیانه مانند: داستان "داستان یملی‌ها: ملکه زیرزمینی" از داستان‌های هزار و یک شب و در افسانه جاماسب آورده شده‌است. به نظر می‌رسد داستان او در بخش شرقی شبه‌جزیره آناتولی یا در جنوب شرقی و شرق ترکیه (شامل مناطق کرد، عرب، آشوری بالاخص کوردی) رخ داده است.

### افسانه جاماسب
با توجه به قدمت این اسطوره، روایات مختلف زیادی از این داستان وجود دارد.
در یک روایت، نخستین انسانی که با شاهماران روبرو می‌شود، جوانی به نام جاماسپ است که به نام یدا جامسب نیز او را می‌شناسند. شاه‌ماران موجودی افسانه‌ای است که نیمی از آن را یک زن و نیمی دیگر را مار تشکیل داده‌است. این موجود افسانه‌ای، با جاماسب روبرو شده‌است. جاماساب پس از اینکه به منظور تهیه عسل با چند تن از همراهان وارد غاری می‌شود، در آنجا محبوس شده و دوستانش، او را در غار تنها می‌گذارند. وی در غار به جستجو می‌پردازد و در کاوشش، به یک گذرگاه می‌رسد که به تالاری شبیه باغی خیالی و زیبا منتهی می‌شود. در این سرزمین، هزاران مار رنگی مایل به سفید و شاهماران در کنار هم زندگی می‌کردند. پس از آن، جاماسب و شاهماران به زندگی مشترک راضی می‌شوند. شاهماران و جاماسپ عاشق می شوند و در غار آن تالار باهم زندگی می‌کنند. شاهماران به او در مورد داروها و گیاهان دارویی آموزش می‌دهد. جاماسپ دلتنگ زندگی خود بر روی زمین می‌شود و می‌خواهد که آنجا را ترک کند، به شاهماران می‌گوید که راز محل زندگی او با هیچ‌کس در میان نمی‌گذارد. براساس این افسانه، سال‌های زیادی می‌گذرد.
پادشاه شهر طرسوس بیمار می‌شود و برای درمانش، گوشت شاهماران توصیه می‌گردد. برای همین وزیر پادشاه، جاماسب را زندانی و شکنجه می‌کنند تا محل شاهماران را به پادشاه بگوید اما جاماسب حاضر نمی‌شود که محل اختفای شاهماران را فاش کند چون به شاهماران قول داده بود که محل زندگی او را به کسی نگوید اما هنگامی‌که می‌فهمد پادشاه همسر و فرزندان او را نیز اسیر کرده‌است به ناچار مجبور می‌شود محل مخفی شدن شاهماران را به پادشاه بگوید و آنها می‌روند و شاهماران را دستگیر می‌کنند و پیش پادشاه می‌آورند درحالی‌که جاماسب نیز پیش پادشاه است اما جاماسب از روی شرمندگی سرش را به پایین انداخته و چیزی نمی‌گوید اما شاهماران می‌گوید نگران نباش چون من همه چیز را می‌دانم. سپس شاهماران به پادشاه می‌گوید که مرا به سه قسمت تقسیم کنید (سر، تنه، دم) هر کس سر مرا بخورد به علم جهان آگاه می‌شود و هر کس تنهٔ مرا بخورد از بیماری شفا می‌یابد و هر کس که دم مرا بخورد خواهد مرد؛ وزیر که می‌خواست خودش به علم جهان آگاه شود و از طرف دیگر از شر جاماسب راحت شود دم شاهماران را به جاماسب داده تنهٔ آن را برای شفا به پادشاه داده و سر شاهماران را خودش می‌خورد. اما چون بر روی سر و دم شاهماران هر دو دارای یک سر بودند، وزیر به اشتباه دم شاهماران را خودش می‌خورد و سر شاهماران را به جاماسب می‌دهد برای همین وزیر می‌میرد، پادشاه شفا می‌یابد و جاماسب به علم جهان آگاه می‌شود و حکیمی بزرگ می‌شود و به مداوای بیماران می‌پردازد.

### افسانه هزار و یک شب
روایت مشابهی در مجموعه داستان‌های هزار و یک شب با عنوان ملکه مارها روایت شده‌است: فیلسوف یونانی به نام دانیال پسری به نام حسیب کریم الدین دارد. حسیب در نقطه‌ای از داستان به داخل آب انبار می‌افتد، اما فرار می‌کند و به لانه مارها می‌رسد و با رهبر انسان‌نمایشان ملاقات می‌کند که خود را یملیخا، «ملکه مارها» معرفی می‌کند. پس از مدتی حسیب آرزوی بازگشت به عالم بالا را دارد، اما ملکه مارها به او هشدار می‌دهد که وارد غسالخانه می‌شود و این منجر به مرگ او می شود. حسیب علی‌رغم پیش‌بینی وحشتناکش قول می‌دهد که هرگز وارد حمام نشود و رها می‌شود. با این حال، درست همان‌طور که ملکه مار پیشگویی کرده بود، حسیب وارد حمام می‌شود که زنجیره‌ای از حوادث را آغاز می کند که منجر به احضار وزیر شیطان صفت ملکه از چاه می‌شود. ملکه با تسلیم شدن به سرنوشت خود، به حسیب می گوید: او باید بریده شود و گوشتش پخته شود، و آبگوشت باید در سه سطل قرار گیرد. لیوان اول باید به وزیر داده شود، اما حسیب باید از دومی بنوشد. چنین می‌شود: وزیر خبیث از فیال اول می‌نوشد و می‌میرد، در حالی که حسیب از فیال دوم می‌نوشد و به علم جهانی می‌رسد. به گفته محققان اولریش مارزولف [de] و ریچارد ون لیون، نام قهرمان، «حاسیب»، ترجمه عربی نام فارسی «جاماسپ» است.

## فرهنگ عامه

### فرهنگ عامه کردی

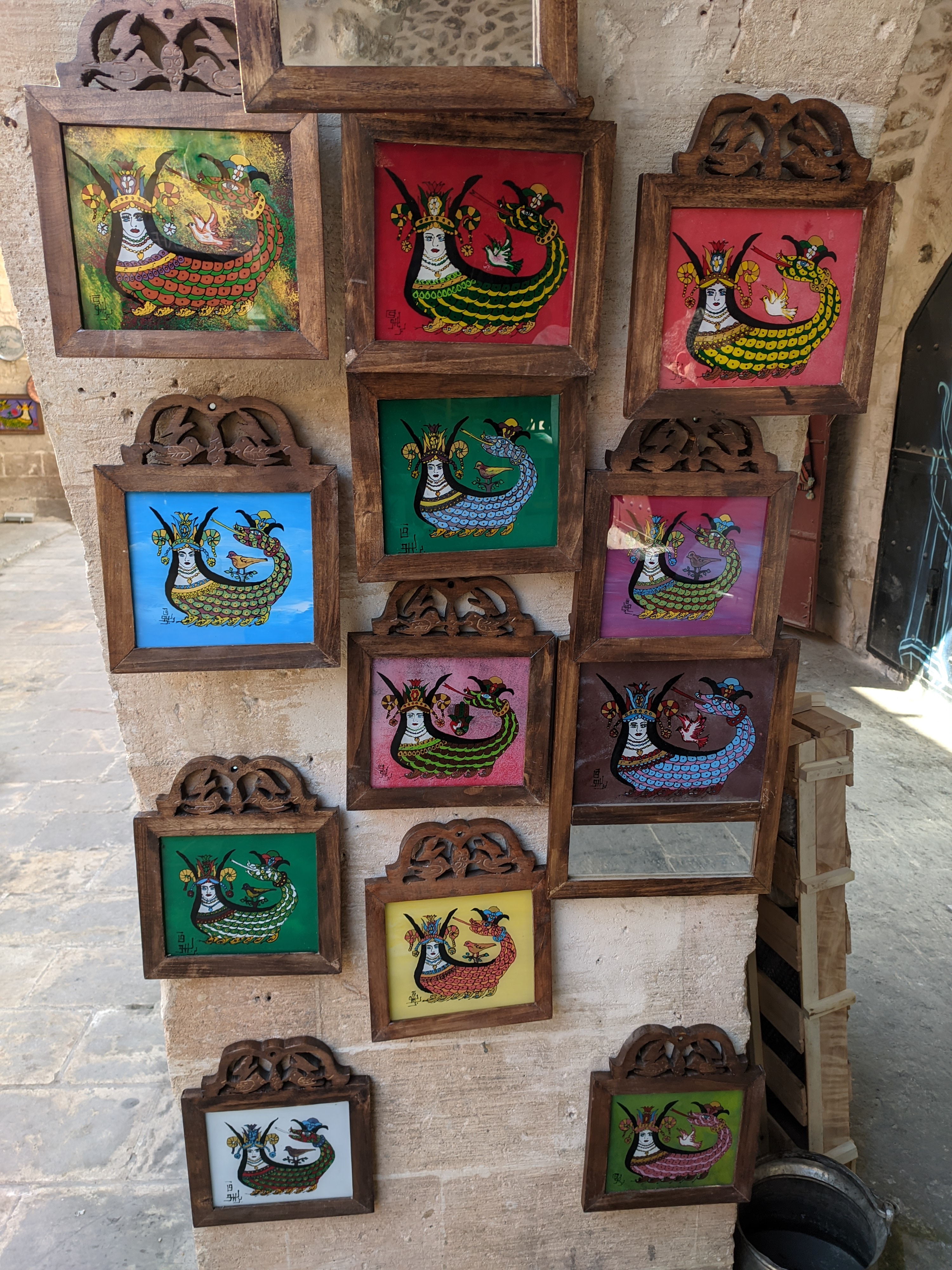
فروش عکس شاهماران در ماردین ترکیه

کردها به‌طور سنتی مار را نماد شانس و قدرت می‌دانستند و همچنان تصاویری از شاهماران بر روی شیشه یا فلز دارند که به نوبه خود بر روی دیوارهایشان به نمایش درآمده است.
بر اساس آنچه مردم کردستان ترکیه معتقدند، شاه‌ماران در شهر طرسوس در مدیترانه زندگی می‌کرده‌است و افسانه‌ای مشابه در منطقه ماردین کردستان باکور را نقل می‌کنند. در این منطقه، همچنان از تصویر این موجود افسانه‌ای در گلدوزی‌ها، پارچه‌بافی و جواهرات استفاده می‌گردد. داستان و تصویر این موجود در کردستان ترکیه به عنوان یک گنجینه ملی محسوب می‌شود. این فرهنگ در کشورهای دیگری چون ایران، آناتولی، عراق دیده شده‌است.

### فرهنگ عامه ترکیه‌
در ترکیه، اعتقاد مردم بر این است که شاهماران، در یک قلعه متعلق به دوران قرون وسطی در ۱۵ کیلومتری شمال شرق شهر مدیترانه‌ای طَرسوس زندگی می‌کند. این قلعه که تا به امروز نیز باقی مانده، در محله میسیس در شهر طَرسوس واقع شده‌است. امروزه، در یکی از میدان‌های همین شهر مجسمه‌ای‌ از شاهماران نصب کرده‌اند و در همان منطقه حمامی وجود دارد که لکه‌های قرمز رنگی شبیه پولک‌های مار روی دیوار آن وجود دارد و به باور مردم محلی، همان حمام معروف داستان شاهماران است.
افسانه‌ای مشابه در بخش شرقی این کشور، یعنی شهر ماردین، شهری با جمعیت مردمان کُرد و عرب، نقل شده‌است. در این مناطق افسانه او معمولاً با تصویر او در گلدوزی، پارچه، فرش و جواهرات به تصویر کشیده می‌شود. داستان و تصویر شاهماران یک گنجینه ملی در ترکیه محسوب می شود.
کارن رستمی اسطوره پژوه باور دارد که شاماران ایزدبانوی کُردان است. او گفته است: استوره‌ی "شاماران"، گزارشی است از پایان دوران مادرسالاری جامعه‌ی کُردان و مبتنی است بر دوره کشاورزی و نقش گسترده زن و آغاز شهرنشینی و غنی شدن مرد خانواده از نظر شماره اسب، بز، بره و... .
مار در میان استوره‌ها و آیین‌ها و باورهای مردمی کُردان به ویژه در ایران نیروی باروری و نماد زایش و شفابخشی و ایزد پیمان و نیروی آشکار پویایی و نهفته است، نگاهبان آستانه‌ها، پرستشگاه‌ها، گنج‌ها و بینش‌داشتن است.

## در هنر
خوانندهٔ هلندی ایرانی‌تبار به نام سودالیزا، آهنگی را با عنوان شاهماران در اولین آلبوم استودیویی خود دارد.
در سال ۲۰۲۰، شهرداری شهر ماردین، میزبان یک نمایشگاه عمومی هنری به نام شاهماران ماردین بود، که در آن مجسمه‌ای از شاهماران ساخته آیلا توران، که توسط هنرمندان و مشاغل محلی تزئین شده بود، به نمایش گذاشته شد.
شرمین نادری، نویسنده و تصویرگر نیز در سال ۱۴۰۰ این داستان را بازنویسی و بهرام شاه‌محمدلو، کارگردان، تهیه‌کننده و بازیگر آن را به صورت صوتی خوانش کرد.
در سال ۲۰۲۳، نتفلیکس سریال اینترنتی به نام شاهماران را حول محور این افسانه در فضایی مدرن ساخت.

## در تاریخ
در جنوب غربی ایران، آثاری از این موجود افسانه‌ای متعلق به عصر آهن کشف گردید. شهری در جنوب ایران باهمین اسم شاهماران وجود دارد در جنوب ترکیه (کردستان ترکیه) نیز قلعه مار به عنوان خانه شاهماران شناخته می‌شود و در ترکیه نیز، حمامی به نام شاهماران شناخته می‌شود.
کارن رستمی نویسنده‌ی کتاب: شاماران؛ ایزدبانویی که کشته شد! مینویسد: جاندار اِنگاری نخستین ریخت از باورمندی در جغرافیای کُردان است. به این چم که بر پایه‌ی آن به گونه‌ی یک موجود زنده به پدیده‌های هستی نگریسته‌اند.با آغاز دوره‌ی نوسنگی یک فرهنگ و زندگی نمادین اجتماعی و اقتصادی برپایه‌ی الهه‌ی‌مادر یا مادر‌شاهی آغاز می‌گردد و با رهبری بانوان در این دوره واژه‌ی ایزدمادر شکل می‌گیرد که در میان مردم کُرد، شاماران نقش این ایزد را پذیرفته است.در ساختار راستین زندگی برپایه‌ی کشاورزی کُردان، باور بر این است که ایزدبانو شاماران نمُرده و هنوز زنده است و نِگرنده‌ی کار و کشاورزی آنان است.

## نذر شاهماران
در بخش هایی از کرمانشاه و ایلام که باور به وجود شاهماران یکی از باورهای رایج در میان کردها آشی نذری برای این موجود مقدس پخته می‌شود. به باور مردم کُرد کرمانشاه شاهماران فرمانروای جهان مارهاست که اختیار مارها و گزندگان در دست اوست. برای در امان ماندن از آسیب و گزند مار و عقرب، زنان خانواده هرساله آشی را پخته و آن را نذر شاهماران می‌کنند. این آش که داکولانهٔ شاهماران نامیده می‌شود، از گندم، عدس، برنج، کشک، روغن، پیاز، نخود و ادویه تهیه شده و در میان همسایگان توزیع می‌گردد.

## مکان‌های تاریخی منتسب
آبگیر شاهماران–دولت آباد یک سیستم آبیاری باستانی از عصر آهن است که در دهه‌های ۱۹۶۰ و ۱۹۷۰ در نزدیکی تپه یحیی در جنوب غربی ایران یافت شد.
در شهر آدانا در جنوب ترکیه، قلعه‌ای به نام ییلانکاله (ترکی استانبولی: Yılankale) (قلعه مار) طبق باور محلی‌های آنجا به عنوان خانه شاهماران شناخته می‌شود.
حمام شاهمران، حمام تاریخی (حمام ترکی) در طرسوس ترکیه، مرتبط با شاهماران است.

## توضیحات
1. ↑  فارسی: شاهماران; کردی: Şahmaran/Şamaran; ترکی استانبولی: Şahmeran; تاتاری: Şahmara, Zilant, Зилант, Aq Yılan; چوواشی: Вĕреçĕлен, ت.ت. 'Fire snake'